# فيديريكو لوبي
فيديريكو لوبي (بالإسبانية: Federico Luppi)‏ (مواليد 23 فبراير 1936 في بوينس آيرس - 20 أكتوبر 2017)، هو ممثل أرجنتيني بدأ مسيرته الفنية سنة 1964.

## وصلات خارجية
- فيديريكو لوبي على موقع IMDb (الإنجليزية)
- فيديريكو لوبي على موقع قاعدة بيانات الأفلام العربية
- فيديريكو لوبي على موقع ألو سيني (الفرنسية)
- فيديريكو لوبي على موقع تيرنر كلاسيك موفيز (الإنجليزية)
- فيديريكو لوبي على موقع أول موفي (الإنجليزية)
- فيديريكو لوبي على موقع قاعدة بيانات الأفلام السويدية (السويدية)
- فيديريكو لوبي على موقع ديسكوغز (الإنجليزية)
- فيديريكو لوبي على موقع قاعدة بيانات الفيلم (الإنجليزية)
- فيديريكو لوبي على موقع كينوبويسك (الروسية)